# Uto-aztekiska språk

Regioner där uto-aztekiska språk talas i.

Uto-aztekiska språk är namnet på en språkfamilj inom indianspråken. Den har ett traditionellt utbredningsområde över sydvästra USA, delar av Mexiko och delar av Mellanamerika. Idag talas uto-aztekiska språk av närmare 2 miljoner människor, vilket gör de uto-aztekiska språken till Nordamerikas största språkfamilj sett till antal talare (med undantag av de indoeuropeiska språken).
Språkfamiljen anses vara den äldsta och största, både vad gäller geografisk utbredning och antal talare, i Nordamerika. Av alla språk i språkfamiljen är klassisk nahuatl, Aztekrikets officiella språk, det mest känt. I dagens Mexiko har nahuatl över 1,6 miljoner talare. I USA däremot är hopi det största uto-aztekiska språket och det enda med mer än 5000 talare.
Lingvisterna är inte eniga om varifrån språkfamiljen härstammar ursprungligen från: antingen nånstans mellan USA:s och Mexikos gräns (sk. nordliga modellen) eller nånstans från Mesoamerika (sk. sydliga modellen).

## Klassificering
De uto-aztekiska språken delas in i två huvudgrupper: nordliga och sydliga. Antal språk i familjen är 69.
Nedan presenteras dessa två grupper, med undergrupperingar samt vilka språk som ingår (antal talare och var respektive språk talas ses till höger om språkets namn):
| Sydliga Uto-aztekiska (48 språk)   |              |                 |
| Aztekiska                          |              |                 |
| Nahuatl (28 närbesläktade språk)   | 1,6 miljoner | Mexiko          |
| Pipil                              | 20           | El Salvador     |
| Sonoriska                          |              |                 |
| Cahita                             |              |                 |
| Mayo                               | 40,000       | Mexiko          |
| Opata                              | 15           | Mexiko          |
| Yaqui                              | 16,000       | Mexiko          |
| Corachol                           |              |                 |
| Cora, Santa Teresa                 | 7,000        | Mexiko          |
| Cora, El Nayar                     | 8,000        | Mexiko          |
| Huichol                            | 20,000       | Mexiko          |
| Tarahumaranska                     |              |                 |
| Huarijio                           | 5,000        | Mexiko          |
| Tarahumara (5 närbesläktade språk) | 70,500       | Mexiko          |
| Tepimanska                         |              |                 |
| Tepehuán                           | 26,000       | Mexiko          |
| O'odham                            | 12,000       | Arizona, Mexiko |
| Pima Bajo                          | 1,000        | Mexiko          |